# Alexandre Charles Guillemot
Pour les articles homonymes, voir Guillemot.
Alexandre Charles Guillemot est un peintre français né à Paris le 7 octobre 1786 et mort dans la même ville le 18 novembre 1831.

## Biographie
Alexandre Charles Guillemot est le fils de Jacques Alexandre Guillemot et de Laurence Rosalie Pingard, marchands orfèvres au pont au Change à Paris.
En 1798 ou 1799, il est élève de Jacques-Louis David. Il aurait été aussi élève d'un dénommé Allais (peut-être Louis-Jean Allais).
Le 26 août 1807, La Gazette nationale ou le Moniteur universel signale qu'il a reçu un prix aux Écoles spéciales des beaux-arts.
En 1808, il concourt pour le prix de Rome et reçoit le premier prix pour Érasistrate découvre la cause de la maladie d'Antiochus. Il séjourne six ans à Rome à la villa Médicis.
D'après les livrets des Salons, ses domiciles parisiens sont en 1814 : 15, rue du Plâtre Saint-Jacques, (actuelle rue Domat) ; de 1817 à 1822 : 49, quai des Grands-Augustins ; de 1824 à 1827 : 14, rue d’Assas. D'après sa fiche de décès conservée aux Archives de Paris, il est mort, célibataire, à son domicile au 16, rue de l'Ouest à Paris.

## Salons
Alexandre Charles Guillemot expose aux Salons parisiens de 1814 à 1833 et aux salons de la ville de Douai.
Paris : 1814, 1817, 1819, 1822, 1824, 1827, 1831, 1833.

## Œuvres dans les collections publiques
États-Unis

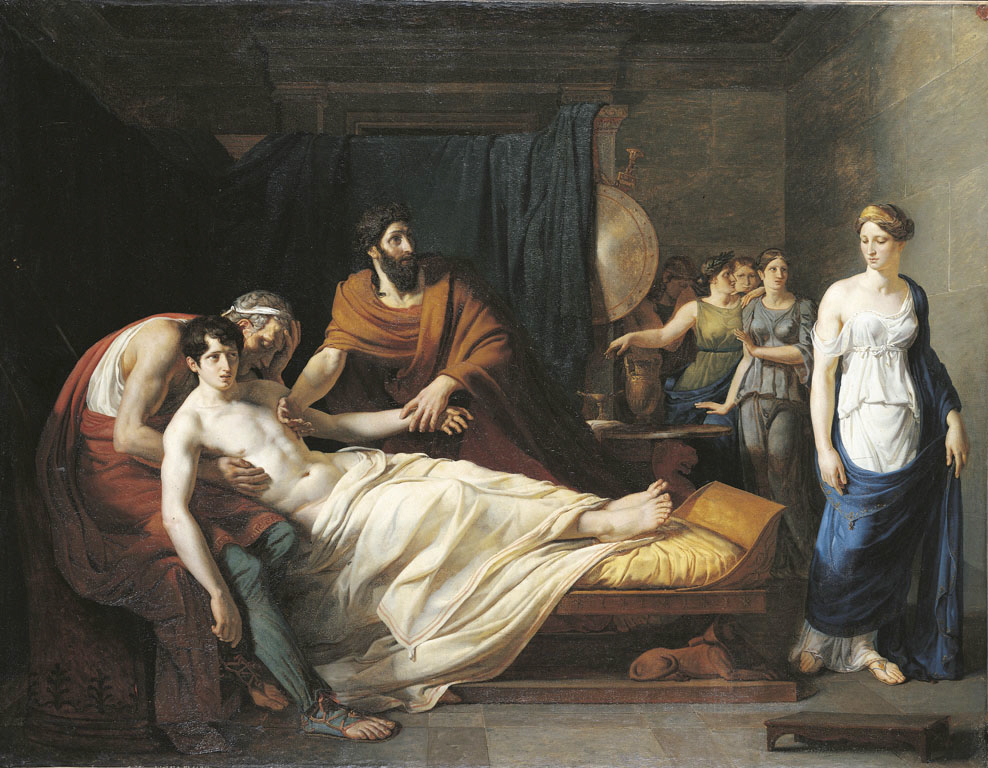
Érasistrate découvre la maladie d'Antiochus (1808), Paris, École nationale supérieure des beaux-arts.

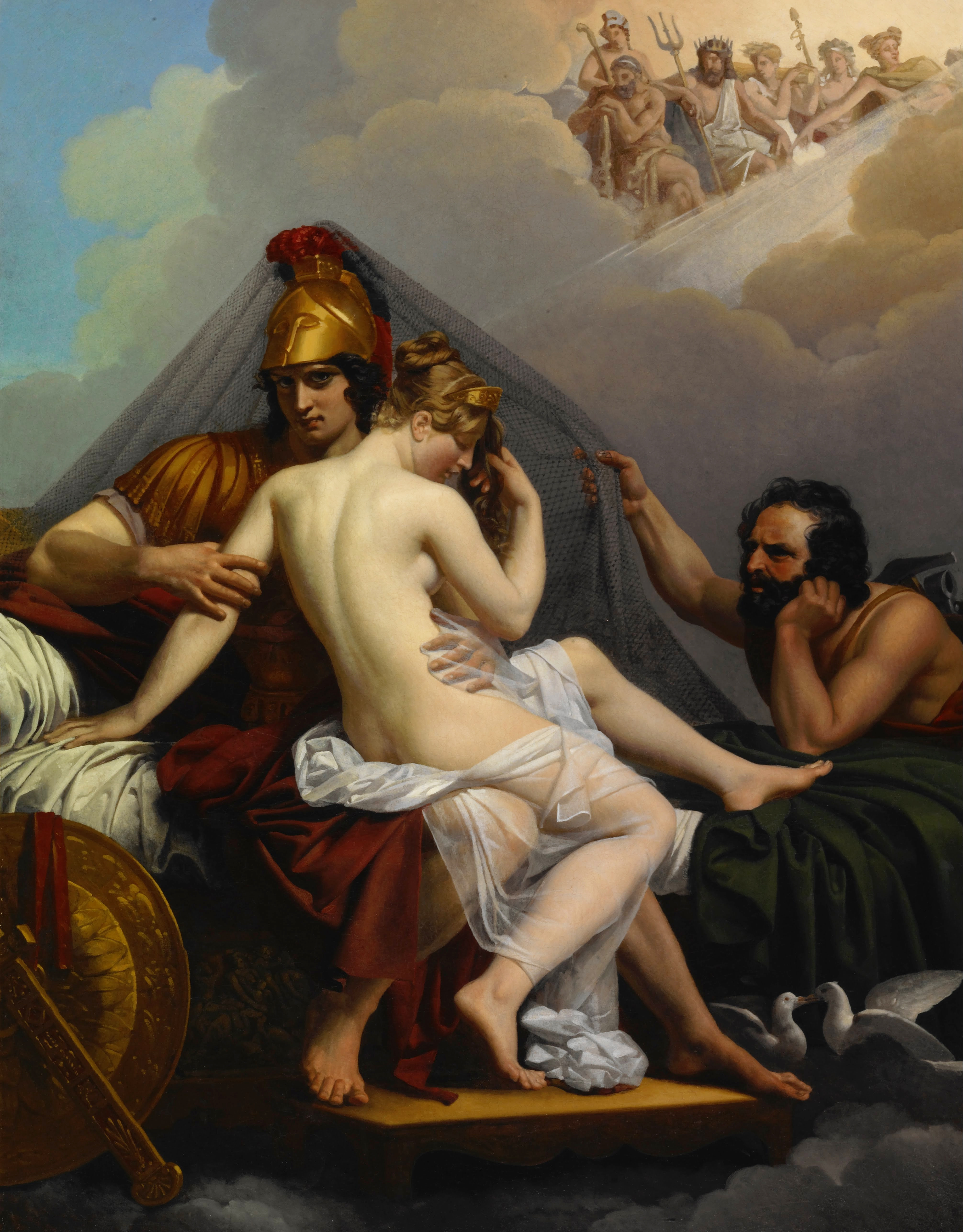
Mars et Vénus surpris par Vulcain (1827), musée d'Art d'Indianapolis.

- Indianapolis, Indianapolis Museum of Art : Mars et Vénus Surpris par Vulcain, 1827[6].

France
- Aix-en-Provence : 
  - musée Granet :
    - Le Roi René signant une lettre de grâce, 1824 ;
    - Le Christ apparaissant aux trois Maries, 1831[7].
- Limoges, cathédrale Saint-Étienne : La Lapidation de saint Étienne, 1831, huile sur toile, 3,60 × 2,40 m[8]. En dépôt depuis 1831.
- Montauban, musée Ingres-Bourdelle, Mars attiré par l'Amour surprend Rhéa Sylvia endormie, 1819, dépôt du musée du Louvre[9]
- Paris :
  - École nationale supérieure des beaux-arts : Érasistrate découvre la cause de la maladie d'Antiochus, 1808.
  - église Saint-Sulpice : Saint Vincent de Paul assistant Louis XIII à ses dernières heures, peinture murale.
  - musée Carnavalet : 
    - L'Assomption de la Vierge, 1828, esquisse pour la chapelle du lycée Louis-le-Grand[10] ;
    - Le Christ descendu de la Croix, vers 1819, esquisse pour l'église Saint-Thomas-d'Aquin[11].
- Rennes, musée des Beaux-Arts : Sapho et Phaon, 1819, œuvre disparue.

Italie
- Pise, musée national San Matteo[12] : copie d'un tableau du Sodoma pris par Dominique Vivant Denon pour le musée Napoléon[13].

## Réception critique
À propos de Clémence de Marc-Aurèle (1827, localisation inconnue), Auguste Jal écrit : 

« Quelques provinces d'Asie, soumises au joug romain, s'étant révoltées contre l'autorité de Marc-Aurèle, celui-ci fit traduire les principaux moteurs de la rébellion à son tribunal auguste. Les coupables attendaient la mort ; mais l'empereur, pensant qu'il s'attacherait, par la clémence, des peuples conquis, qu'il réduirait peut-être au désespoir par des rigueurs, ordonna qu'on lui apportât toutes les preuves de la conspiration, les fit brûler, et renvoya absous ses sujets reconnaissants. Trajan en avait usé ainsi dans une circonstance différente; Napoléon les imita tous deux en Prusse; les ministres de Louis XVIII répudièrent ces souvenirs historiques, et des têtes roulèrent sur l'échafaud. S'il est au conseil-d’état quelques anciens courtisans de 1816, les tableaux de MM. Guillemot et Bouillon leur seront un reproche de tous les jours ; et sous ce point de vue, quel que soit d'ailleurs leur mérite, ils auront une sorte d'utilité ; ce sera le remords poursuivant la conscience.
L'ouvrage de M. Guillemot est sagement conçu, mais, selon bien des gens, d'une manière un peu commune ; la couleur en est froide et monotone. On y remarque encore plus l'absence de grandes qualités que la choquante apparence de grands défauts. L'auteur a beaucoup mieux réussi dans le Marc-Aurèle que dans le Combat d'Hercule et de Mars sur le corps de Cycnus, et surtout dans Acis et Galathée et dans Mars et Vénus. Ces deux derniers tableaux sont du plus mauvais goût ; on dirait un héritage de quelque peintre de 1760. Quant au combat d'Hercule et de Mars, il y a des parties d'étude estimables ; mais l'ensemble est d'une froideur insupportable. Ce sont des académies arrangées pour le théâtre, et qui fourniraient un tableau final de mélodrame ou d'opéra. Les deux meilleures figures du tableau de Marc-Aurèle sont celles des conspirateurs placés à la droite du trône de l'empereur ; pour l'homme au manteau lilas si durement plissé, il est fort médiocre. Le bras gauche du licteur qui anéantit les témoignages de la conjuration, et la tête de l'Asiatique à genoux, le plus près du cadre à droite, sont des détails estimables. M. Guillemot a une revanche à prendre ; je souhaite qu'il gagne en 1830 autant qu'il a perdu en 1827, et qu'il oublie l'auteur d'Acis et de Vénus pour se rappeler celui du Christ descendu de la croix(1). 
Note 1 : exposé au Louvre en 1817, maintenant à l'église de Saint-Thomas-d'Aquin. C'est un tableau qui promettait un peintre distingué. »

— Auguste Jal, Esquisses, croquis, pochades, ou, Tout ce qu'on voudra, sur le Salon de 1827, Paris, Dupont, 1828, p. 415-417.